# Hipolimnion
Prin hipolimnion se înțelege un strat profund de apă dintr-un lac, cu temperatura scăzută vara și mai ridicată iarna, în comparație cu stratul de apă de la suprafață (epilimnion). 
Hipolimnionul prezintă curenți de convecție lenți, este sărac în oxigen, putin luminat și cu fitoplancton redus. Datorită menținerii unei temperaturi pozitive în timpul iernii, hipolimnionul reprezintă un factor ecologic important în conservarea organismelor acvatice din lacuri.
Între epilimnionul de la suprafață și hipolimnionul de la fundul apei se află un strat intermediar, denumit metalimnion sau termoclin, în care se constată o scădere continuă și exponențială a temperaturii.
La unele lacuri se constată și fenomenul de heliotermie.